# Alphonse Laveran
Charles Louis Alphonse Laveran, född 18 juni 1845 i Paris, död där 18 maj 1922, var en fransk läkare. 

## Biografi
År 1907 erhöll Laveran Nobelpriset i fysiologi eller medicin för att ha upptäckt att malaria orsakas av protozoer.
Laveran blev 1867 medicine doktor i Strasbourg, 1874 agrégé vid den medicinska skolan Val-de-Grâce. Under en vistelse 1878–1883 i Algeriet gjorde han, först i Bône, sedan i Constantine, sina förnämsta undersökningar över malarians parasit; hans första meddelande (1881) över de härvid vunna resultaten mottogs med mycken skepticism, men blev emellertid snart bekräftade av andra forskare, och franska vetenskapsakademien tillerkände honom ett pris för hans upptäckt. År 1907 tilldelades han Nobelpriset i fysiologi eller medicin. 
Laveran verkade 1884–1894 som professor i militär hygien och medicinsk klinik vid Val-de-Grâce och blev 1897 honorär chef de service vid Pasteurinstitutet i Paris. Där fortsatte han med stor framgång sina undersökningar över en mängd av protozoer förorsakade infektionssjukdomar. Bland hans skrifter märks Nature parasitaire de l'impaludinisme (1881), Traité des fièvres palustres (1884), Du paludisme et de son hématozoaire (1891), Traité du paludisme (1898), Trypanosomes et trypanosomiases (1904, tillsammans ned Félix Mesnil). 
Av sitt Nobelpris skänkte Laveran ena hälften till Pasteurinstitutet i Paris och den andra till bildandet av ett sällskap för studium av sjukdomar, särskilt i de franska kolonierna.